# 創造神話
《創造神話》（英語：Mythopoeia）是英國作家J·R·R·托爾金的詩作，靈感來自1931年9月19日在牛津大學莫德林學院與C·S·路易斯和雨果·戴森的一番長談，記錄了當時的談話內容。在該次談話不久後，托爾金即開始創作這首詩。
該詩作在1988年被收錄於《樹與葉》之中出版。